# نيساس
نيساس (بالإنجليزية: Nessus)‏ من إنتاج شركة تينابل لأمن الشبكات، هو أداة من أدوات حماية الشبكات. يقوم بفحص كل الأجهزة المتصلة بالشبكة للكشف عن الثغرات الموجودة، كما يقوم بترتيب الأولويات لإصلاح هذه الثغرات. يمكن للأفراد استخدام النسخة المجانية منه. أما الشركات فيتوجب عليهم شراؤه.
نال برنامج نيساس شهرة عالمية، حيث تم استخدامه من قبل الملايين من المستخدمين حتى اليوم. يصنف في المركز الثالث من بين أدوات حماية الشبكات من حيث الشعبية، والمركز الرابع عشر من حيث الجودة.